# Thyridolepis multiculmis
Thyridolepis multiculmis är en gräsart som först beskrevs av Pilg., och fick sitt nu gällande namn av Stanley Thatcher Blake. Thyridolepis multiculmis ingår i släktet Thyridolepis och familjen gräs. Inga underarter finns listade i Catalogue of Life.